# Гилмар Риналди
Гилмар (13. јануар 1959) бивши је бразилски фудбалер.

## Каријера
Током каријере играо је за Интернасионал, Сао Пауло, Фламенго и Серезо Осака.

## Репрезентација
За репрезентацију Бразила дебитовао је 1986. године. Са репрезентацијом Бразила наступао је НА Светском првенству 1994. године, а укупно одиграо 9 утакмица за национални тим.

## Статистика
| Бразил | Бразил | Бразил |
| Год.   | Ута.   | Гол.   |
| ------ | ------ | ------ |
| 1986   | 2      | 0      |
| 1987   | 2      | 0      |
| 1988   | 0      | 0      |
| 1989   | 0      | 0      |
| 1990   | 0      | 0      |
| 1991   | 0      | 0      |
| 1992   | 2      | 0      |
| 1993   | 1      | 0      |
| 1994   | 0      | 0      |
| 1995   | 2      | 0      |
| Укупно | 9      | 0      |